# Jánoshida
Jánoshida község Jász-Nagykun-Szolnok vármegyében, a Jászapáti járásban.

## Fekvése
Jánoshida Jász-Nagykun-Szolnok vármegyében a Zagyva alsó folyása mentén fekszik, Szolnoktól, a megyeszékhelytől, ahol a folyó a Tiszába ömlik, kb. 30 kilométerre. Jászberény kb. 20 km-re található a megyeszékhellyel ellentétes irányban. Jánoshidát mindkét várossal a 32-es főút és a Hatvan–Szolnok-vasútvonal (a vasútállomás kb. 5 km-re, Jászboldogházán van) köti össze. Területe síkvidék, a Zagyva árterülete, közepesen vagy jól termő vályogtalajjal.

## Története
A legkorábbi településnyomok a bronzkorból, az ún. hatvani kultúra idejéből, i. e. 1800-1700 tájáról valók. Az avarok idején is lakott hely volt – nagy jelentőségű volt az avar kettős síp megtalálása – és folyamatosan az is maradt, mert itt volt alkalmas átkelőhely, rév a Zagyva folyón.
1186 körül III. Béla adománya folytán premontrei szerzetesek telepedtek le itt. Érett román stílusban épült monostoruk alapítója Jób váci püspök, a későbbi esztergomi érsek lehetett. Erre utalnak a jánoshidai és a későbbi esztergomi érseki építkezések stílusbeli hasonlóságai. A premontreiek Keresztelő Szent János-nak szentelt templomot építettek. A község neve ekkoriban Szentkereszt volt, a későbbi Jánoshida nevet valószínűleg a templom védőszentjéről kapta. Később prépostsági központ lett a monostor. 1294-ben a csehországi leutomisli prépostság fiókja volt a monostor, később a morvaországi zabrdovici apátság felügyelte egészen a mohácsi vészig. 1426-ban az oklevelek mint vámszedőhelyet említették a községet, ami ekkor Heves vármegyéhez tartozott. 1465-ben a kolozsmonostori apátságnak is vannak itt birtokrészei, és ekkor a község neve már Jánoshida. 1470 körül rendezték a prépostság birtokait, ekkor a községhez tartozott Mizse puszta és Szászberek nagy része. A 15. század végén egy ideig Külső-Szolnok megyéhez tartozott.
1536-ban egy török támadás következtében Jánoshida a prépostsággal együtt szinte teljesen elpusztult. A törökök kiűzése után dunántúli és morva telepesek érkeztek, valamint a premontrei kanonokrend is visszaköltözhetett. 1688-ban I. Lipót adományozott itt birtokot Meyners Kázmér kanonoknak, amit halála után báró Pfendler Miksa örökölt (mások szerint visszaszállt a zabrdovici apátokra). Ekkor zárda is épült itt. 1696-ban az összeírás a szabad, adómentes falvak között sorolja fel. Az 1715-ös összeírás szerint a falu Pest megyéhez tartozott, 26 jobbágy és 7 zsellér 136 köböl szántót és 26 köböl kaszásrétet művelt. 1757-ben barokk stílusban teljesen átépítették a megviselt templomot, majd később a rendházat is, aminek homlokzata 1830-ban, klasszicista stílusban készült. 1785-ben II. József feloszlatta a premontrei rendet, a községet pedig a vallástanulmányi alaphoz csatolta. Intézkedéseinek visszavonása után 1802-ben már ismét a premontreieké volt a falu, ekkor a csornai prépostsághoz tartozott. 1850-ben a Jász-Kun kerületek főkapitánya kérte, hogy a jobb közbiztonság érdekében a falut a Jászkerületekhez csatolják, de az továbbra is a kecskeméti kerülethez tartozott. 1854-ben Jánoshidát Pest megyétől visszacsatolták Heves megyéhez.
1876-ban a községet Jász-Nagykun-Szolnok vármegyéhez csatolták és a jászsági felsőjárásba osztották be. 1907-ben a Kohner-uradalom 73 arató és cséplőmunkása sztrájkba lépett, követelve a cséplési rész felemelését. 1919-ben a Tanácsköztársaság idején itt állomásozott a 31. vörös gyalogezred. 1928-ban megalakult a Jánoshidai Sportegyesület labdarúgó szakosztállyal. A második világháborúban a község 154 lakója halt meg, s közel ugyanennyi volt a rokkantak, árvák és özvegyek száma. A fegyverek 1944. november 12-én hallgattak el.
1949-ben 16 taggal megalakult a község első termelőszövetkezete, a Dimitrov. 1950. október 22-én megalakult a községi tanács 49 taggal, ami 1989. szeptember 20-án tartotta utolsó ülését. Az 1956-os forradalom nem nagyon érintette meg a falut, és a rendszerváltás sem.

## Közélete

### Polgármesterei
- 1990–1994: Molnár Ferenc (független)[3]
- 1994–1996: Molnár Ferenc (független)[4]
- 1997–1998: Hidas Ferenc (független)[5]
- 1998–2002: Eszes Béla (független)[6]
- 2002–2006: Eszes Béla (független)[7]
- 2006–2010: Eszes Béla (független)[8]
- 2010–2014: Eszes Béla (független)[9]
- 2014–2019: Eszes Béla (független)[10]
- 2019–2024: Eszes Béla (független)[11]
- 2024– : Eszes Béla (független)[1]

A településen 1997. március 16-án időközi polgármester-választást kellett tartani, az előző faluvezető néhány hónappal korábban bekövetkezett halála miatt.

## Népesség
A település népességének változása:
| Lakosok száma | 2463 | 2419 | 2370 | 2354 | 2400 | 2400 | 2414 |
|               | 2013 | 2014 | 2018 | 2021 | 2022 | 2023 | 2024 |

2001-ben a település lakosságának 90%-a magyar, 10%-a cigány nemzetiségűnek vallotta magát.
A 2011-es népszámlálás során a lakosok 87,8%-a magyarnak, 12,9% cigánynak, 0,2% németnek, 0,3% románnak mondta magát (11,9% nem nyilatkozott; a kettős identitások miatt a végösszeg nagyobb lehet 100%-nál). A vallási megoszlás a következő volt: római katolikus 56,6%, református 2,3%, felekezeten kívüli 15,4% (24,9% nem nyilatkozott).
2022-ben a lakosság 92,9%-a vallotta magát magyarnak, 9% cigánynak, 0,3% németnek, 0,2% románnak, 1,8% egyéb, nem hazai nemzetiségűnek (7,1% nem nyilatkozott; a kettős identitások miatt a végösszeg nagyobb lehet 100%-nál). Vallásuk szerint 45,4% volt római katolikus, 3,2% református, 0,2% görög katolikus, 0,8% egyéb keresztény, 1,4% egyéb katolikus, 10,3% felekezeten kívüli (38,6% nem válaszolt).

## Nevezetességei

### Premontrei apátság és temploma
1186 után érett román stílusban épült a templom és a rendház. Az építtető alapító valószínűleg Jób váci püspök, későbbi esztergomi érsek volt. Erre utalnak a jánoshidai és a későbbi esztergomi érseki építkezések stílusbeli hasonlóságai. A török időkben megrongálódott épületeket – a templomot 1757-ben, az apátságot utána – barokk stílusban átépítették. Az apátság mai formáját 1830-ban nyerte el, amikor klasszicista homlokzata kész lett.
Az 1970-es műemléki kutatások kiderítették, hogy a barokk külső alatt ott rejlik a középkori romanikus stílusú templom. A helyreállítás után kiderült, hogy itt található az Alföld egyik legszebb kora középkori apátsági temploma. A barokk hajó jobb és bal oldalán található kápolnákon látszik, milyen lehetett a templom a 12. században. Külön figyelmet érdemel a déli kápolna félkörívvel záródó kapuja, emberarcos oszlopfejezeteivel, a templom belsejében pedig az északi kápolna melletti dombormű felül Gábriel arkangyal, alul Szent László alakjával.
A templomkertben található Nepomuki Szent János szobra.

## Testvértelepülései
- Szentábrahám (Avrămești), Románia
- Hajdújárás (Хајдуково), Szerbia

## Képek

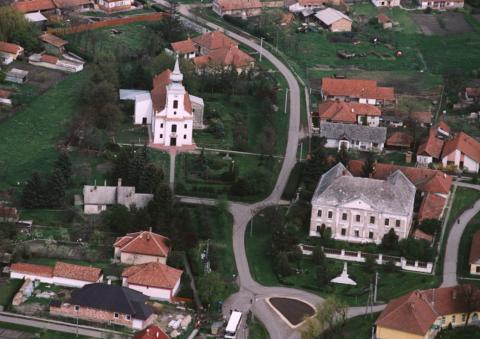
A jánoshidai templom és rendház madártávlatból
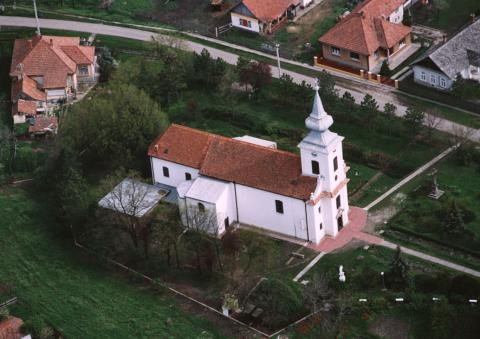
Jánoshidai templom
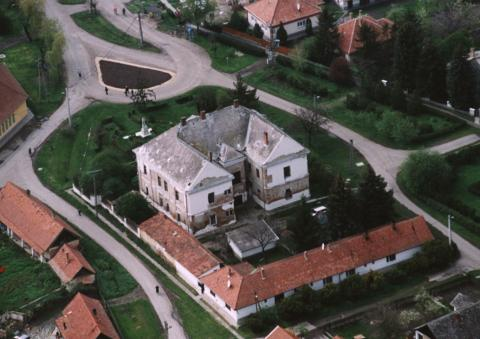
Jánoshidai rendház
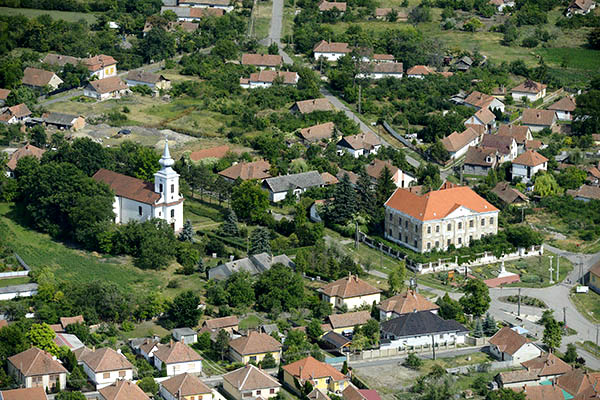